# Hermann Reichling

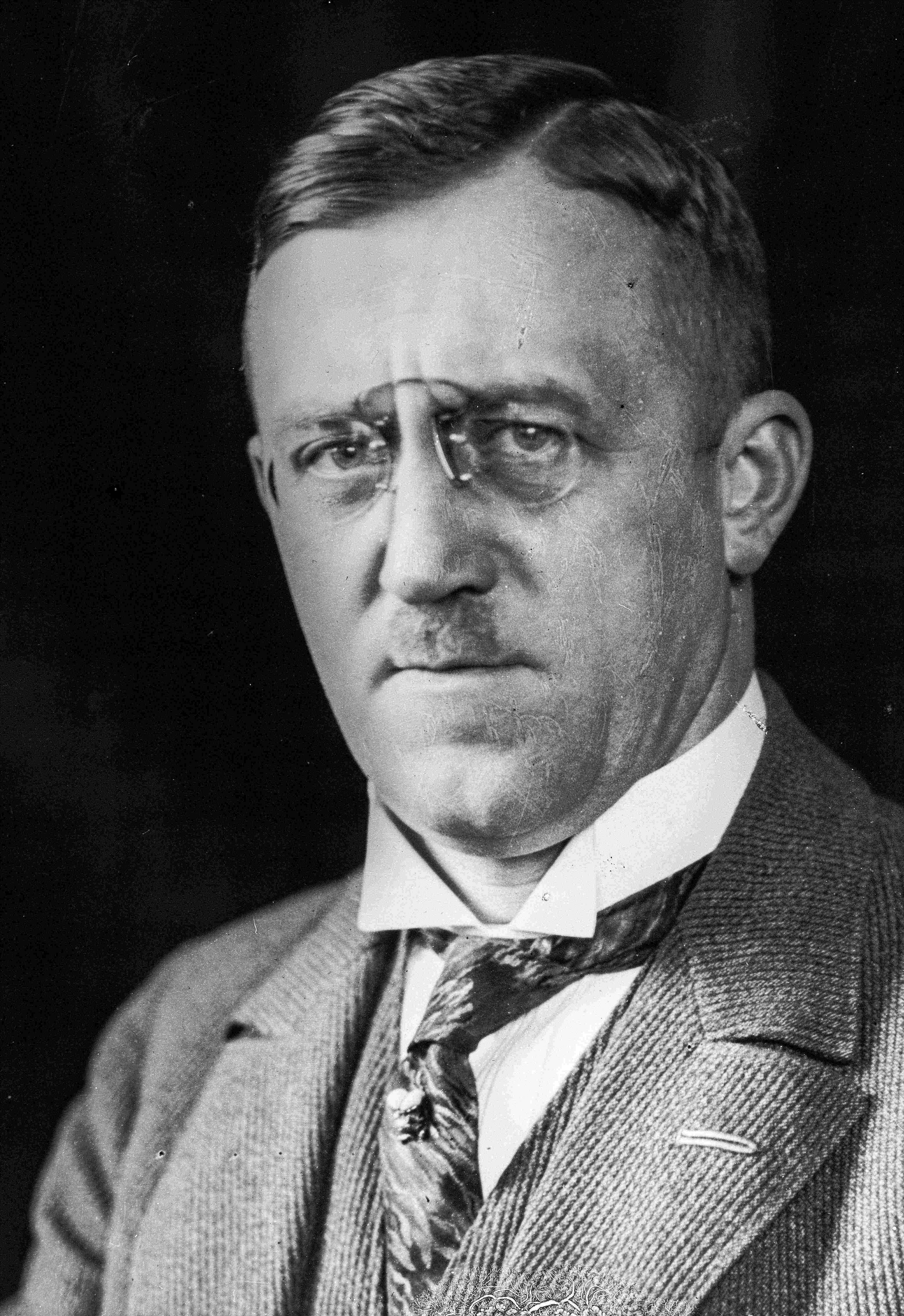
Hermann Reichling 1890–1948

Hermann Reichling (* 24. Januar 1890 in Heiligenstadt (Eichsfeld); † 6. Juni 1948 in Münster) war ein deutscher Naturschutzpionier. Von 1919 bis 1921 leitete er das „Provinzialmuseum für Naturkunde“, das heutige LWL-Museum für Naturkunde in Münster und von 1921 bis 1948 war er dessen Direktor.

## Leben
Der Vater Dietrich Reichling zog mit seiner Frau Adelheid und zehn Kindern im Jahre 1896 nach Münster. Reichling besuchte das Gymnasium Paulinum und machte 1909 sein Abitur. Nach einem Studium der Naturwissenschaften in seiner Heimatstadt promovierte er im Jahr 1913 über die "Flügelfederkennzeichen der nordwestdeutschen Vögel" (veröffentlicht 1915 im "Journal für Ornithologie").
Nach der Übernahme der Museumsdirektion im Jahre 1921 überarbeitete er das Museumskonzept grundlegend und ordnete die Schausammlungen nach modernen wissenschaftlichen Kriterien neu. In diesen Jahren wuchs auch seine Fotosammlung, die vor allen Dingen wegen der Aufnahmen aus der Vogelwelt bekannt geworden ist. Herausragend sind Bilderserien über den Fang der damals „Krammetsvogel“ genannten Wacholderdrossel, die u. a. in Ostbevern-Vadrup und Lienen-Kattenvenne aufgenommen wurden.
Ab November 1926 wurde das „Westfälische Provinzialkomitee für Naturdenkmalpflege“ neu konstituiert und Hermann Reichling sein Geschäftsführer. Nach der NS-Machtübernahme enthob man Reichling, der sich mit seiner direkten und oft kompromisslosen Art sowie seiner Anhäufung von Ämtern nicht nur Freunde gemacht hatte und auch mit Meinungsäußerungen gegenüber dem neuen Regime nicht hinter dem Berg hielt, aller Ämter. 1934 wurde er wegen despektierlicher Wirtshaus-Äußerungen über Mitglieder der Reichsregierung denunziert und zeitweise im emsländischen Konzentrationslager Esterwegen inhaftiert, allerdings nach drei Monaten wieder entlassen. Reichling klagte anschließend sogar erfolgreich gegen den KZ-Kommandanten sowie ein Mitglied der Wachmannschaft wegen der erlittenen körperlichen Schädigungen. 1937 wurde er teilrehabilitiert, aber nicht wieder als Museumsdirektor eingesetzt, sondern stattdessen mit einem Forschungsauftrag zur Natur am Dümmer und der bedrohten Vogelwelt der nordwestdeutschen Moore betraut. Nach dem Krieg erhielt er seine alten Ämter zurück. Die Wiedereröffnung des Zoos in Münster erlebte Reichling schwer erkrankt und inzwischen fast ohne Stimme. Er starb 1948, u. a. an den Spätfolgen seiner KZ-Haft.

## Leistungen
Hermann Reichling gilt als Pionier der Naturfotografie. Seine Bilder sind historische Zeugnisse des Naturraumes und der Tierwelt in Westfalen und im westlichen Niedersachsen, insbesondere im Emsland und in der Grafschaft Bentheim. Der umfangreiche Fotonachlass wird heute im Bildarchiv des LWL-Medienzentrum für Westfalen bewahrt und ist online erschlossen. Reichling war ein bekannter Ornithologe und veröffentlichte diverse Fachaufsätze.

## Werke
- Die Flügelfederkennzeichen der nordwestdeutschen Vögel. Aus d. Zool. Inst. d. Univ. Münster. Bernburg 1915. (Münster, Phil. Diss., 1916)
- Aufruf zur Mitarbeit für eine Ornis Westfalens. Münster 1919.
- Anweisungen zur Mitarbeit an der Durchforschung der Ornis Westfalens. Münster 1920.
- Die Schönheit der niedersächsischen Landschaft. Ein Heimatbuch in Bildern. Aschendorff, Münster 1927.
- Naturschutz-Merkbuch für die Provinz Westfalen. 2., erw. Auflage. Verlag Theissing, Münster i. W. 1929.
- Zur Wiederentdeckung des Goldregenpfeifers, Charadrius apricarius oreophilus Meinerzhagen, in Nordwestdeutschland, in: Abhandlungen aus dem Westfälischen Provinzialmuseum für Naturkunde, 2. Jg., Münster 1931, S. 153–172.
- Beiträge zur Ornis Westfalens und des Emslandes, in: Abhandlungen aus dem Westfälischen Provinzial-Museum für Naturkunde, 3. Jg. 1932, Münster 1932.